# Leuconotopicus
Leuconotopicus is een geslacht van vogels uit de familie spechten (Picidae) met zes soorten. Alle soorten in dit geslacht komen uitsluitend voor in Noord- en Zuid-Amerika.
- Leuconotopicus albolarvatus – Witkopspecht
- Leuconotopicus arizonae – Arizonaspecht
- Leuconotopicus borealis – Kokardespecht
- Leuconotopicus fumigatus – Roetspecht
- Leuconotopicus stricklandi – Stricklands specht
- Leuconotopicus villosus – Haarspecht